# 90732 Opdebeeck
90732 Opdebeeck este o planetă minoră (asteroid) din centura de asteroizi. A fost descoperită pe 8 august 1992 la Caussols de Eric Walter Elst. 
Obiectul prezintă o orbită caracterizată de o semiaxă mare de 3,177323844008 UAi, o excentricitate de 0,22, o înclinație de 11,1 ° în raport cu ecliptica.